# Рут Адели де Витре 2024
28-й выпуск  Рут Адели де Витре — шоссейная однодневная велогонка, проводящаяся во Франции в окрестностях города Витре. Гонка прошла 29 марта 2024 года в рамках Европейского тура UCI 2024 (категория 1.1) и Кубка Франции 2024. Победу одержал бельгийский велогонщик Йенте Бирманс.

## Участники
На участие в гонке заявлено 19 команд: 5 команд категории UCI WorldTeam, 10 команд категории UCI ProTeams и 4 континентальные.
| UCI WorldTeams (5)- Arkéa-B&B Hotels - Cofidis - Decathlon-AG2R La Mondiale - Groupama-FDJ - Intermarché-Wanty UCI ProTeams (9)- Bingoal WB - Burgos-BH - Caja Rural-Seguros RGA - Equipo Kern Pharma - Euskaltel-Euskadi - Team Novo Nordisk - TotalEnergies - Uno-X Mobility - VF Group-Bardiani CSF-Faizané UCI Continental Teams (5)- CIC U Nantes Atlantique - Lotto Dstny Development Team - Nice Métropole Côte d'Azur - Saint Michel-Mavic-Auber 93 - Van Rysel-Roubaix |
| |

## Маршрут
Первая часть гонки, названная La Grande Boucle, будет состоять из 21,1 километра и будет проходить пять раз: в ней будут подъёмы Кот-де-ла-Чеснельер и Кот-де-Монтрей Су-Перуз. После пятого прохождения, гонщики будут преодолевать Petit Boucle, который вместо 8,9 километров будет проходить восемь раз. При этом вышеупомянутый Кот-де-ла-Чеснельер будет преодолен в общей сложности 13 раз. Последние 500 метров, которые начинаются по прибытии на улицу Брест, находятся на небольшом подъеме и могут стать причиной активной борьбы на финише.

## Ход гонки
Ближе к концу гонки сформировалась «элитная» группа, которая держала хороший темп. В неё также входил Йенте Бирманс, который издалека начал свой спринт. Бельгиец сделал это в стиле Матье Ван дер Пула в «Амстел Голд Рейс 2019» и превзошел всех и вся. На последних метрах Бирманс, выигравший свою первую гонку в сезоне, смог поднять руки вверх, опередив Дюжардена и Делеттра. Гауду пришлось смириться с четвертым местом.

## Результаты
| \| Генеральная классификация \| Генеральная классификация \| Генеральная классификация \| Генеральная классификация \| Генеральная классификация \| \| Гонщик \| Гонщик \| Команда \| Время \| \| \| ------------------------- \| ------------------------- \| --------------------------- \| ------------------------- \| ------------------------- \| \| 1-й \| Йенте Бирманс \| Arkéa-B&B Hotels \| 4ч 03' 27 \| \| \| 2-й \| Сэнди Дюжарден \| TotalEnergies \| + 0 \| \| \| 3-й \| Александр Делеттр \| Saint Michel-Mavic-Auber 93 \| + 0 \| \| \| 4-й \| Давид Годю \| Groupama-FDJ \| + 0 \| \| \| 5-й \| Карл-Фредерик Бевор \| Uno-X Mobility \| + 0 \| \| \| 6-й \| Jordan Labrosse \| Decathlon-AG2R La Mondiale \| + 0 \| \| \| 7-й \| Ксабьер Берасатеги \| Euskaltel-Euskadi \| + 2 \| \| \| 8-й \| Ноа Исидоре \| Decathlon-AG2R La Mondiale \| + 2 \| \| \| 9-й \| Clément Braz Afonso \| CIC U Nantes Atlantique \| + 2 \| \| \| 10-й \| Simon Dalby \| Uno-X Mobility \| + 9 \| \| |                     |                             |           |
| |                     |                             |           |
| Источник: ProCyclingStats |                     |                             |           |
| Генеральная классификация |                     |                             |           |
| Гонщик | Гонщик              | Команда                     | Время     |
| 1-й | Йенте Бирманс       | Arkéa-B&B Hotels            | 4ч 03' 27 |
| 2-й | Сэнди Дюжарден      | TotalEnergies               | + 0       |
| 3-й | Александр Делеттр   | Saint Michel-Mavic-Auber 93 | + 0       |
| 4-й | Давид Годю          | Groupama-FDJ                | + 0       |
| 5-й | Карл-Фредерик Бевор | Uno-X Mobility              | + 0       |
| 6-й | Jordan Labrosse     | Decathlon-AG2R La Mondiale  | + 0       |
| 7-й | Ксабьер Берасатеги  | Euskaltel-Euskadi           | + 2       |
| 8-й | Ноа Исидоре         | Decathlon-AG2R La Mondiale  | + 2       |
| 9-й | Clément Braz Afonso | CIC U Nantes Atlantique     | + 2       |
| 10-й | Simon Dalby         | Uno-X Mobility              | + 9       |